# NGC 4777
NGC 4777 (другие обозначения — MCG -1-33-44, PGC 43852) — спиральная галактика (Sa) в созвездии Девы.
В 2021 году в галактике наблюдался кандидат в сверхновые AT2021skf с абсолютной звёздной величиной −14,7m.
Этот объект входит в число перечисленных в оригинальной редакции «Нового общего каталога».